# Traffic calming

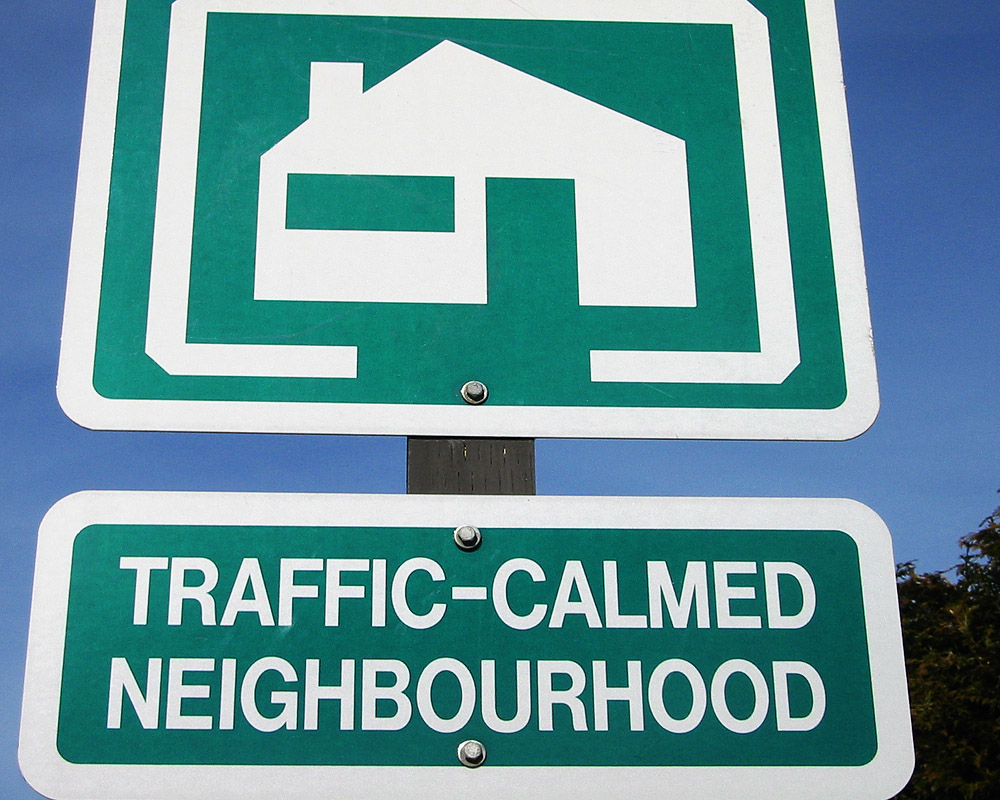
Sinalização indicando ao motorista da proximidade de dispositivos de moderação de tráfego.

Moderação de tráfego (português brasileiro) ou Acalmia de tráfego (português europeu) é um conjunto de medidas de planejamento urbano e de tráfego que consiste na utilização de estruturas físicas como quebra-molas ou na mudança da geometria das vias, visando à redução da velocidade do tráfego de veículos motorizados a fim de aumentar a segurança dos deslocamentos de pedestres e ciclistas. Urbanistas e engenheiros de tráfego têm à disposição diversas estratégias de moderação de tráfego. Esse tipo de medida é comum na Austrália e na Europa (especialmente na Europa setentrional), e em menor grau na América do Norte. Traffic calming é um termo comumente usado como jargão técnico, e em inglês é considerado um calque da palavra alemã Verkehrsberuhigung.

## Histórico
No início de seu desenvolvimento no Reino Unido, na década de 1930, a moderação de tráfego foi baseada na ideia de proteger as áreas residenciais do tráfego de passagem. Posteriormente, foi justificado principalmente em razão da segurança dos pedestres e da redução de ruído e da poluição produzida pelo tráfego. O tráfego de automóveis prejudica gravemente as funções sociais e de lazer desempenhadas pelo espaço público destinado às ruas. Um estudo de Donald Appleyard (1981) observou que os moradores das ruas com tráfego mais leve tinham, em média, três vezes mais amigos e duas vezes mais conhecidos do que pessoas que moravam em ruas com com tráfego pesado, mas com outras caracteristicas semelhantes, como dimensões da via, renda dos moradores, etc.
Em grande parte do Século XX, as ruas foram projetadas por engenheiros tendo em mente apenas o objetivo de assegurar um bom fluxo do trânsito, esvaziando outras funções sociais das ruas. O cerne da ideia de moderação de tráfego é a ampliação dessas outras funções antes relegadas a um plano menor com o uso de técnicas de engenharia de tráfego.

## Medidas
É importante que as medidas de moderação de tráfego não estejam restritas apenas a soluções de engenharia. Educação e fiscalização também têm um papel importante no sucesso das medidas.
São inúmeras as medidas que podem ser tomadas, e por vezes elas dependem aplicabilidade daquela medida específica a uma determinada região ou país.

### Medidas de Engenharia
Medidas de engenharia envolvem a alteração física do layout da via ou medidas ativas ou passivas de desaceleração do tráfego, aumentando o esforço cognitivo da condução. Essas medidas incluem lombadas, chicanes, avanços de calçada, woonerven e espaços compartilhados. A cidade de Hilden, na Alemanha, conseguiu atingir um patamar de 24% dos deslocamentos feitos com bicicletas, principalmente através de moderação de tráfego e o uso de Zonas 30. Em 1999, a Holanda tinha mais de 6.000 woonerven, locais onde os ciclistas e os pedestres legalmente têm prioridade sobre carros e também onde um limite de velocidade "de caminhada" se aplica aos veículos automotores. Entretanto, algumas ações de moderação de tráfego no Reino Unido e na Irlanda, especialmente os voltados para estreitamento de via, foram considerados extremamente nocivos e têm sido associados diretamente a mortes e ferimentos de ciclistas e pedestres.
Uma série de mudanças visuais são feitas a muitas ruas para reforçar a atenção à direção, promover a redução de velocidade e de acidentes, e encorajar uma maior ocorrência de preferência para pedestres. Mudanças visuais relacionadas a moderação de tráfego incluem road diets (redução nas faixas de rodagem e outras intervenções), o uso de árvores margeando as ruas, faixas de estacionamento, e edifícios voltados para a rua, não em formato de condomínios.
Artefatos físicos incluem lombadas, travesseiros berlinenses, e speed tables sob medida para a velocidade desejada. Tais medidas, normalmente, reduzem a velocidade dos carros algo entre 15 e 40 quilômetros por hora . A maioria desses dispositivos são feitos de asfalto ou concreto, mas dispositivos de borracha de acalmia de tráfego produtos estão surgindo como uma alternativa eficaz com várias vantagens.
Medidas de moderação de tráfego podem incluir::
- Estreitamento: O estreitamento das vias de tráfego difere de outros alterações viárias por fazer velocidades mais lentas parecerem mais naturais para os motoristas, ao invés de uma imposição artificial. Outros tipos de alteração viária, via de regra, força fisicamente velocidades inferiores ou restringem a escolha de rota. Tais meios incluem:
  - Menos espaço para faixas de trânsito — ruas podem ser estreitadas através do alargamento da calçada, do uso de fradinhos ou jardins nas margens da pista, ou a implementação de uma ciclofaixa ou uma faixa de estacionamento.
  - Avanços de calçada, que servem para estreitar a largura da faixa de rodagem nas faixas de pedestres;
  - Estranguladores, que são extensões da calçada que reduzem a largura da pista a uma faixa apenas, em um determinado ponto;[10]
  -  Road diets, modificações na configuração da via, dando outros usos a parte do espaço até então ocupado pelo tráfego de veículos;
  - Permissão de estacionamento em um ou ambos os lados de uma rua para reduzir o número de pistas;
  - Refúgios para pedestres ou ilhas de mediana;
  - Conversão de ruas de mão única, em duas vias ruas.

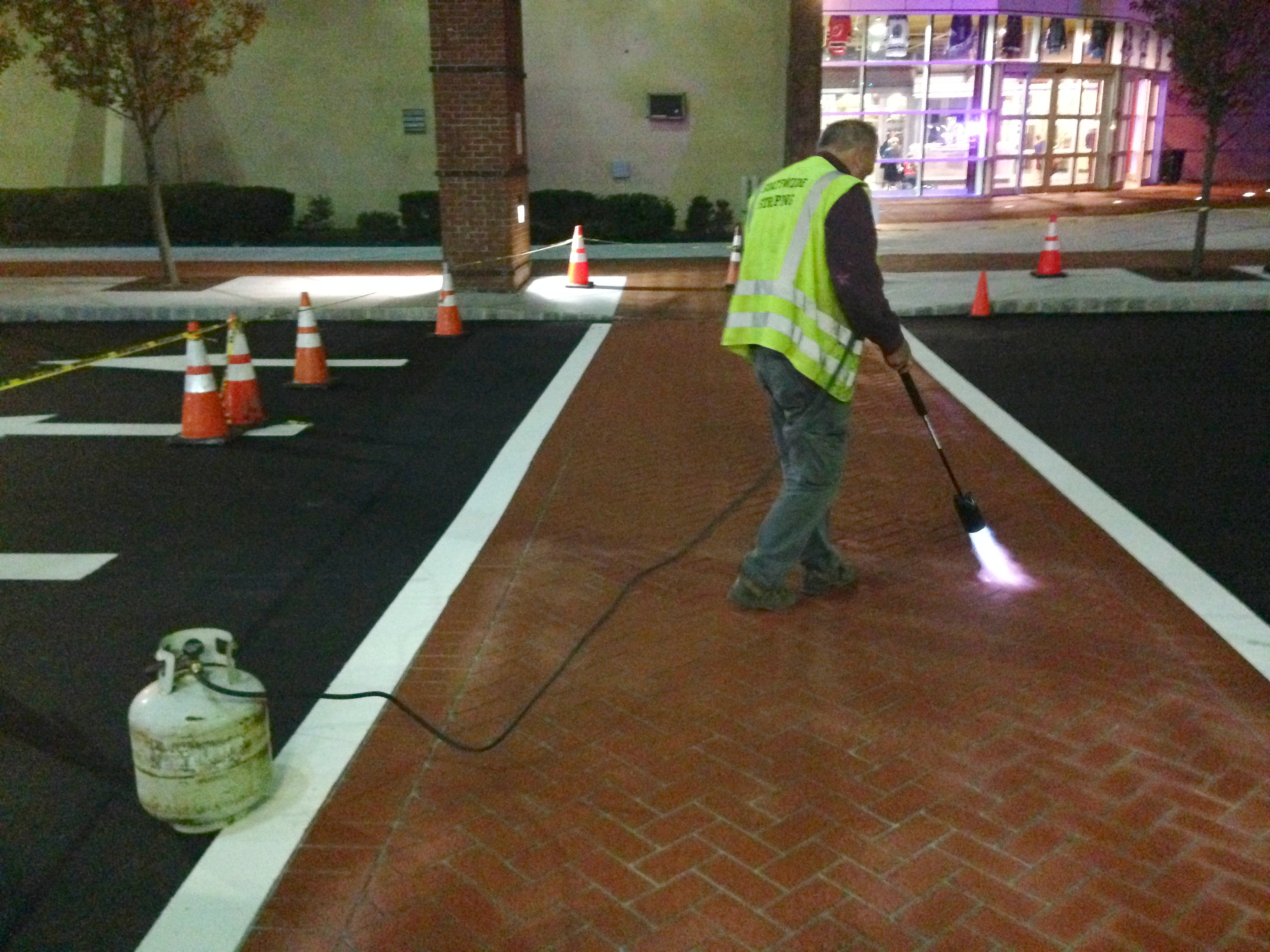
Aplicação de argamassa polimérica para alterar a textura e a cor do asfalto de modo a ficar semelhante à de tijolos, para indicar local de travessia com alto tráfego de pedestres

- Uso equipamentos de deflexão vertical:
  - Quebra-molas / lombas, às vezes divididos ou espaçados no meio para não atrapalhar a passagem de veículos de emergência;
  - Redutores de velocidade, dispositivos parabólicos menos agressivos do que os quebra-molas / lombas, usados em ruas residenciais.
  - Travesseiros berlinenses, dois ou três pequenos redutores de velocidade alinhados cruzando a via, que forçam a diminuição da velocidade dos carros de passeio, ao passo que permitem que veículos de emergência, que usualmente possuem maior largura de eixo, evitem-nos, de modo a não afetar seu tempo de resposta.
  - Speed tables, redutores de velocidade com superfície superior plana, que reduz de forma mais gradual a velocidade dos carros;
  - Intersecções elevadas, para forçar a redução de velocidade em cruzamentos;
  - Faixas elevadas para travessia de pedestres, que funcionam como speed tables, mas com sinalização especial para a travessia de pedestres, normalmente localizadas em esquinas;
  - Alterar o pavimento da via ou sua textura (por exemplo, com o uso de tijolos ou de paralelepípedos). A mudança na textura pode também incluir mudança na cor para chamar a atenção dos motoristas de que eles estão em uma zona prioritária para pedestres.
- Equipamentos de deflexão horizontal, isto é, que fazem o veículo se desviar um pouco de sua trajetória inicial. Estes incluem:
  - Chicanes, que criam uma deflexão horizontal que faz com que os veículos diminuam a velocidade como se fossem fazer uma curva;
  - Rotatórias / rotundas em substituição de cruzamentos quando possível;
  - Refúgios para pedestres, que podem também ser usados para provocar a deflexão horizontal dos veículos, como as extensões de calçada e estranguladores.
- Bloqueio ou restrição do acesso. Tais medidas incluem:
  - Bloqueios de mediana para evitar curvas à esquerda ou tráfego de passagem em uma área residencial.
  - A conversão de uma interseção em um cul-de-sac ou beco sem saída.
  - Cancelas, restringindo o acesso apenas a veículos autorizados;
  - O fechamento de ruas ao tráfego para criar zonas de pedestres ou voonerven.
- E outras medidas.

### Medidas Educativas e de Enforcement
Medidas educativas e de enforcement incluem:
- A redução de velocidade em áreas próximas a escolar e hospitais;
- Sinalização ativada por veículos, que reage com uma mensagem em caso de detecção de algum veículo próximo trafegando acima da velocidade permitida, podendo ou não ser usada para aplicação de penalidades;
- Watchman, sistema de moderação de tráfego usado no Reino Unido;
- Campanhas publicitárias ou ou treinamento direcionado a um grupo de usuários.

#### Limites de velocidade
A redução de velocidade tradicionalmente foi buscada através da imposição de limites de velocidade. Velocidades de tráfego de 30 km/h e inferiores são mais desejáveis em vias urbanas de tráfego misto. A cidade austríaca de Graz, que atingiu um crescimento regular no uso de bicicletas para deslocamentos, estabeleceu o limite de 30 km/h em 75% de suas vias desde 1994.  Zonas 30 estão ganhando popularidade  à medida que vêm provando ser efetivas na redução de acidentes e no aumento da coesão comunal.
Limites de velocidade estabelecidos abaixo da velocidade que muitos motoristas entendem como adequada para uma via demandam medidas adicionais de fiscalização para aumentar a observância destes limites. Isto normalmente é feito por ações educativas, de fiscalização ou de engenharia de tráfego, como as acima elencadas.
Técnicas de fiscalização dos limites de velocidade incluem: ação policial direta, sistemas automatizados, tais como radares com câmeras, placas de sinalização ativada por veículos, ou sinal de trânsito acionado pelo tráfego acima do limite de velocidade permitido. Há cicloativistas que defendem a colocação de restrições diretas de aceleração e desempenho em veículos a motor. Um relatório da União Europeia sobre a promoção de pedestrianismo e uso de bicicleta propõe como uma das principais medidas o uso abrangente de câmeras de controle de velocidade usando principalmente a equipamentos móveis em pontos aleatórios. A Holanda tem cerca de 1.500 câmeras de fiscalização de velocidade e avanço de sinal e estabeleceu uma meta de 30 km/h como limite de velocidade para 70% de suas vias urbanas. 

## Exemplos ao redor do mundo

### Europa
A moderação de tráfego vem sendo utilizado com sucesso há décadas, em cidades de toda a Europa. Por exemplo, as woonerven, conceito criado a partir do final da década de 1960, inicialmente, em Delft, é um tipo de via em que as necessidades dos motoristas de carros são secundárias às necessidades dos usuários de rua como um todo; princípios de moderação de tráfego são integrados ao seu projeto. Da Holanda, o conceito espalhou-se rapidamente para a Alemanha, começando em Renânia do Norte-Vestefália, em 1976, tornando-se muito difundida no início da década de 1980. As idéias e técnicas também se espalharam para o Reino Unido no final da década de 1980, e a prática foi defendida por acadêmicos como Tim Pharaoh e Carmen Hass-Klau. As orientações publicadas pelo Conselho do Condado de Devon (do qual Tim Pharaoh foi o autor principal), em 1991, foram particularmente bem recebidas.

## Recepção e avaliação
Uma Revisão de Cochrane de estudos concluíram que há evidências que demonstram a eficácia de medidas de moderação de tráfego na redução de lesões relacionadas ao trânsito e até mesmo a redução da mortalidade. A análise, no entanto, sugeriu que mais pesquisas são necessárias a fim de demonstrar a sua eficácia em países de baixa renda.
De Acordo planejador urbano sediado na Flórida Dom Nozzi "o congestionamento é um poderoso desincentivo para o espraiamento dos centros urbanos; a espraiamento que arrasa ecossistemas do entorno dos centros urbanos. Com o congestionamento, esse espraiamento tende a diminuir."

## Galeria

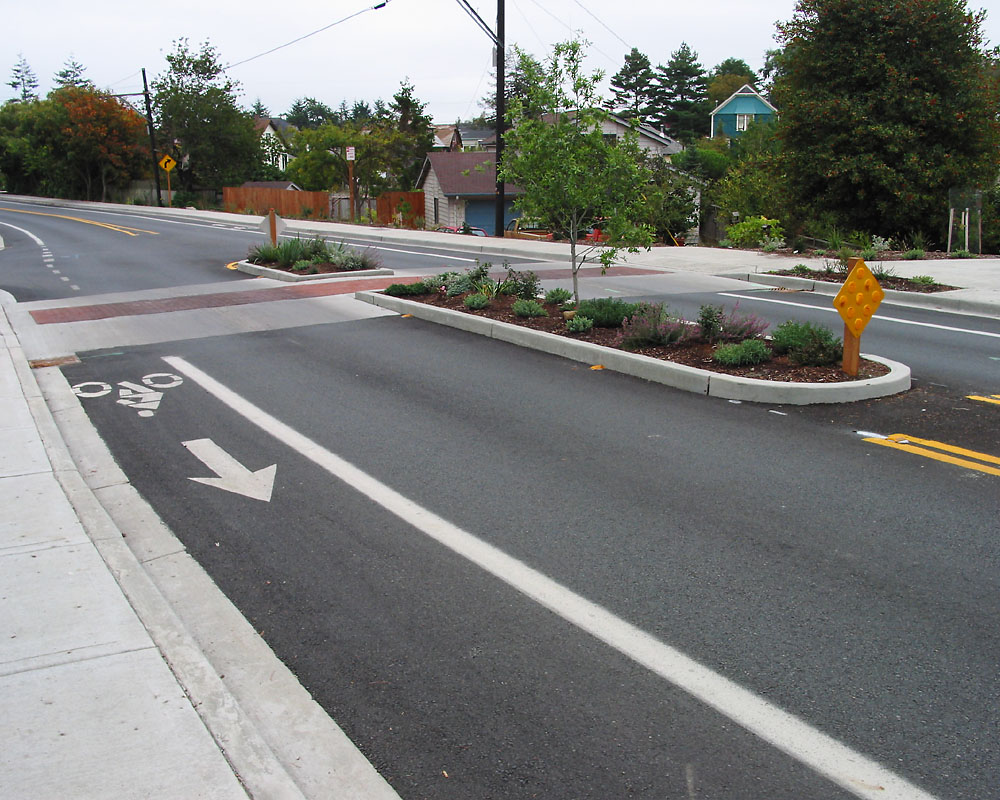
Ilha na mediana para refúgio de pedestres em faixa de travessia no meio de um quarteirão.
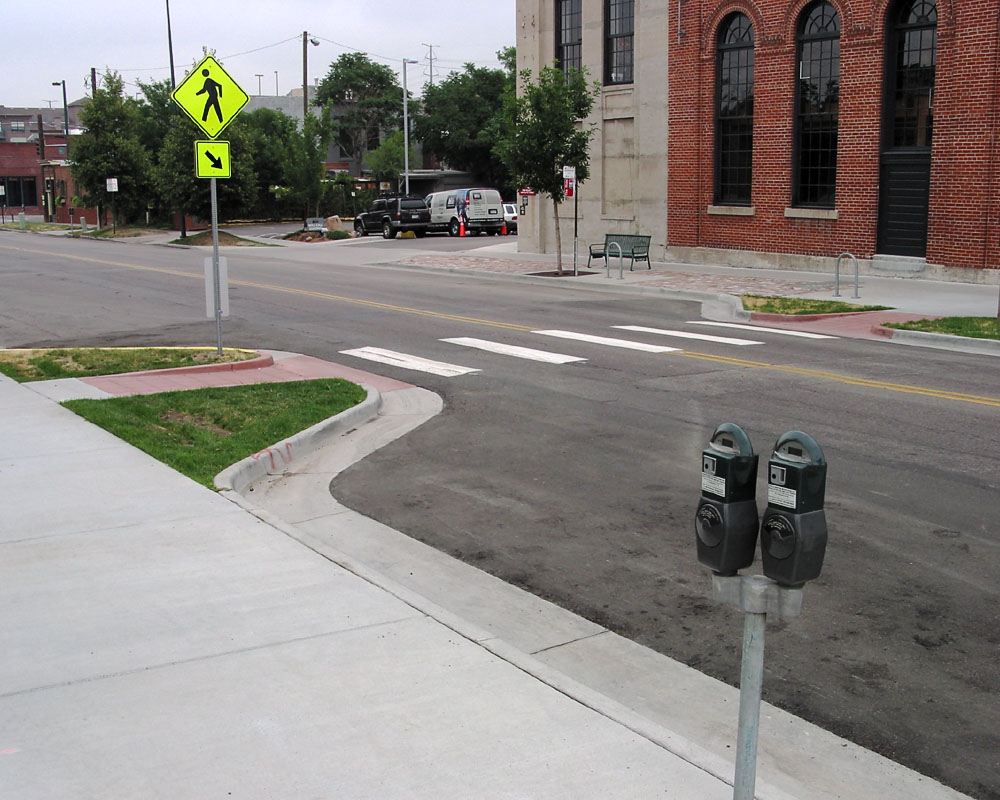
Avanço de calçada próximo à faixa de pedestres
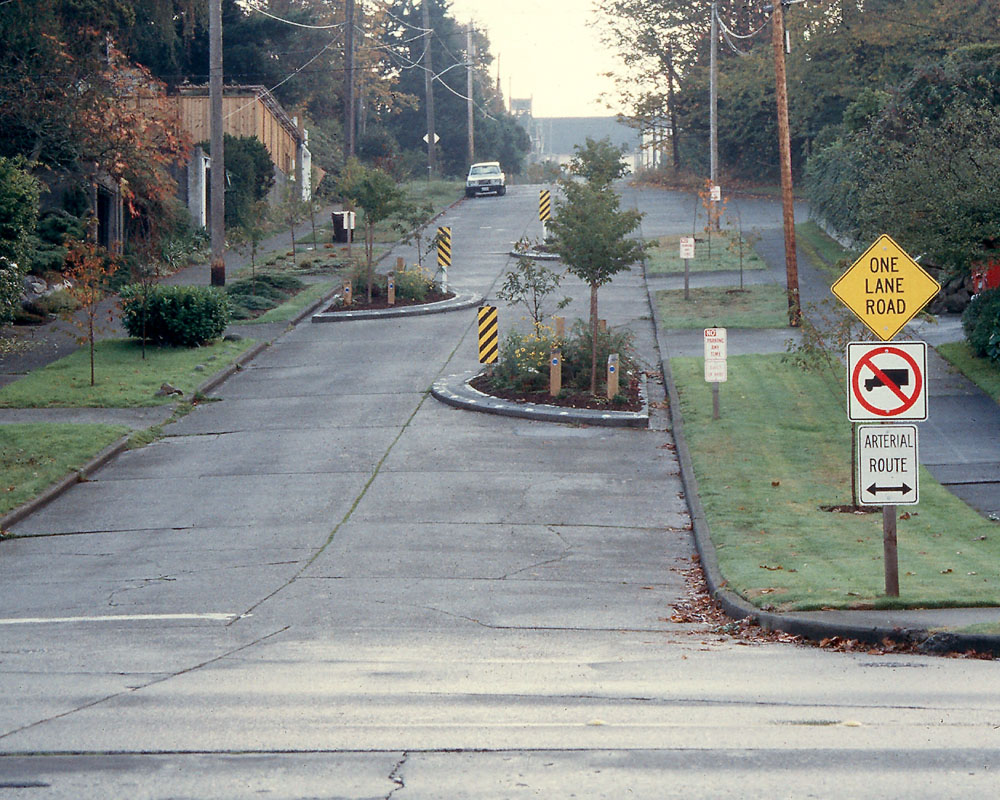
Chicane em uma via de uma faixa em cada sentido
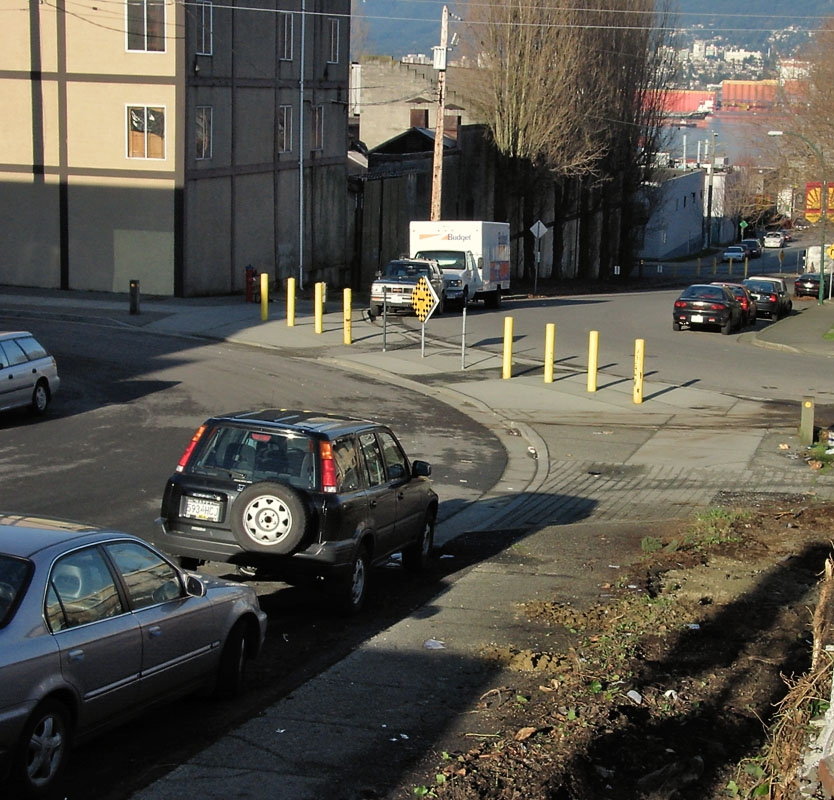
Um desvio substitui uma intersecção de quatro pernas por duas curvas, forçando os veículos a desviar o curso
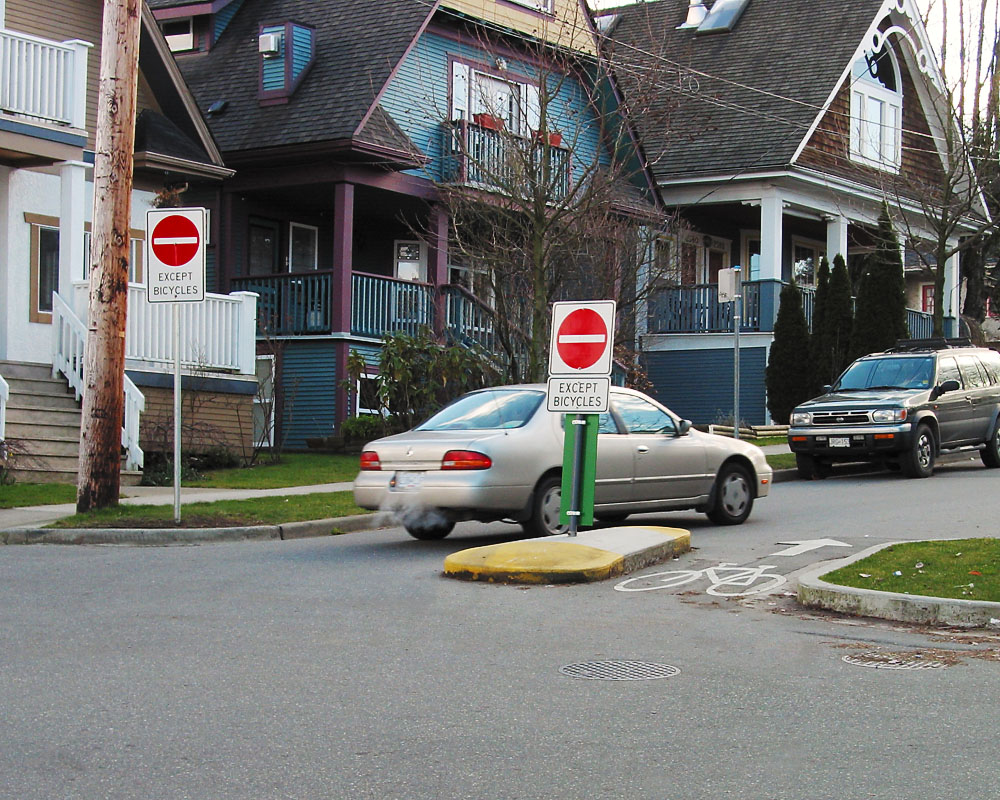
Motorista entra na contramão, ignorando a sinalização que extinguiu um dos sentidos de circulação
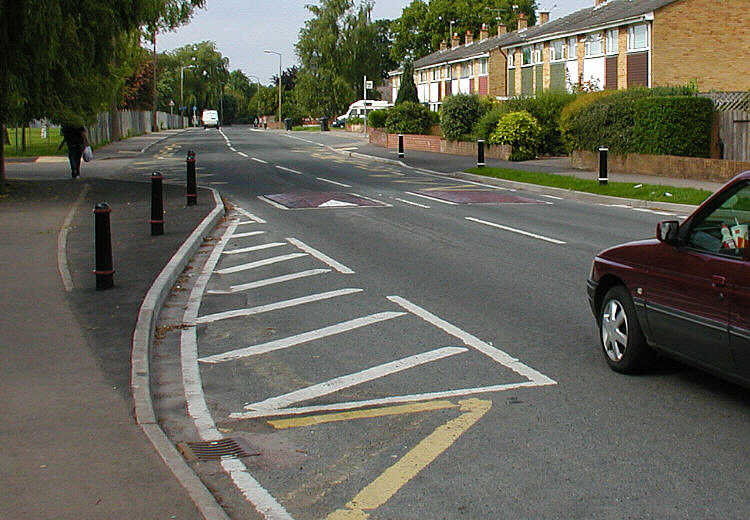
Duas medidas de moderação de tráfego: travesseiros berlinenses (duas saliências avermelhadas na pista) e uma avanço de calçada (marcada pelos fradinhos pretos e pela sinalização horizontal (faixas brancas)
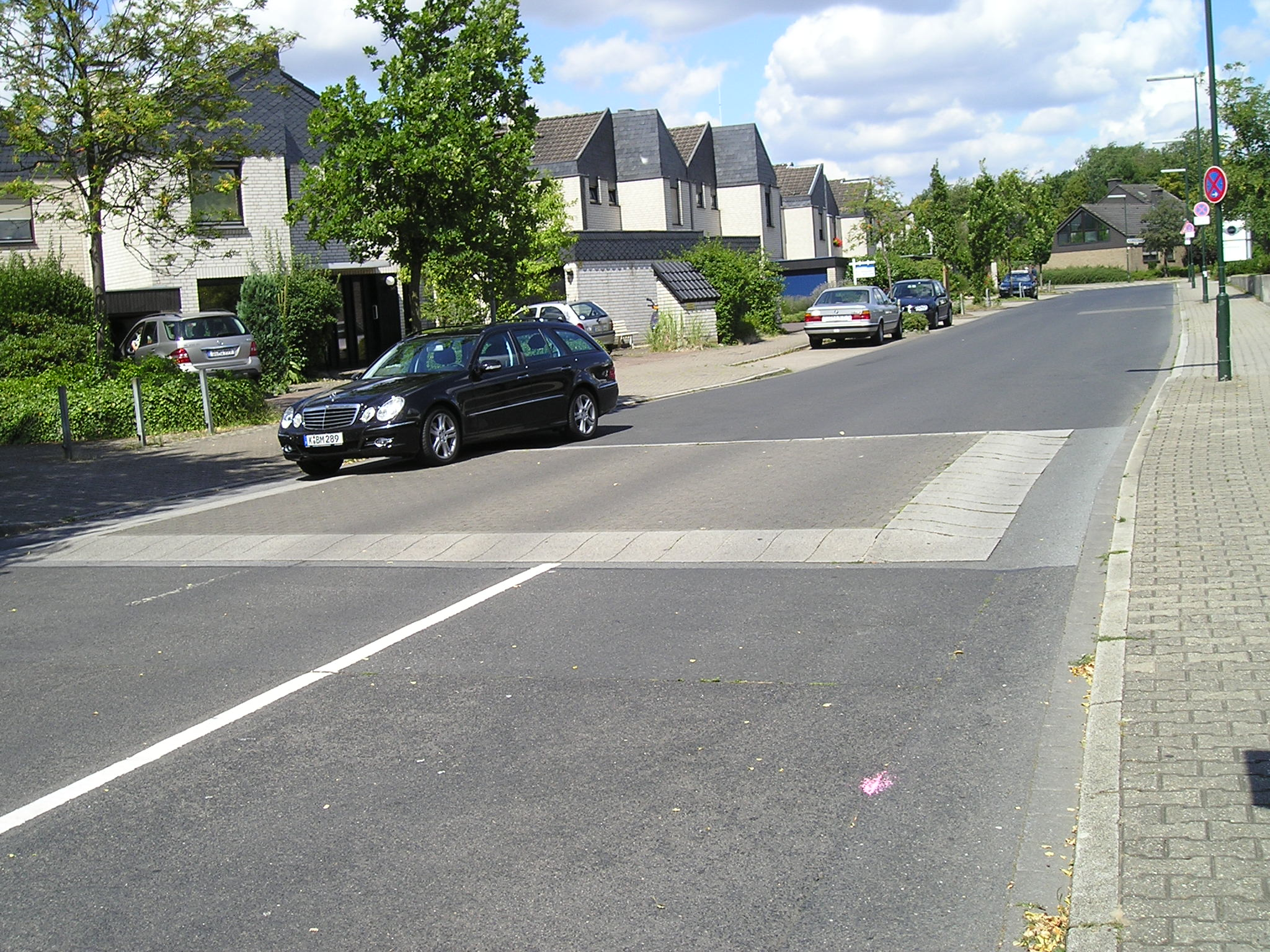
Uma speed table de grandes dimensões
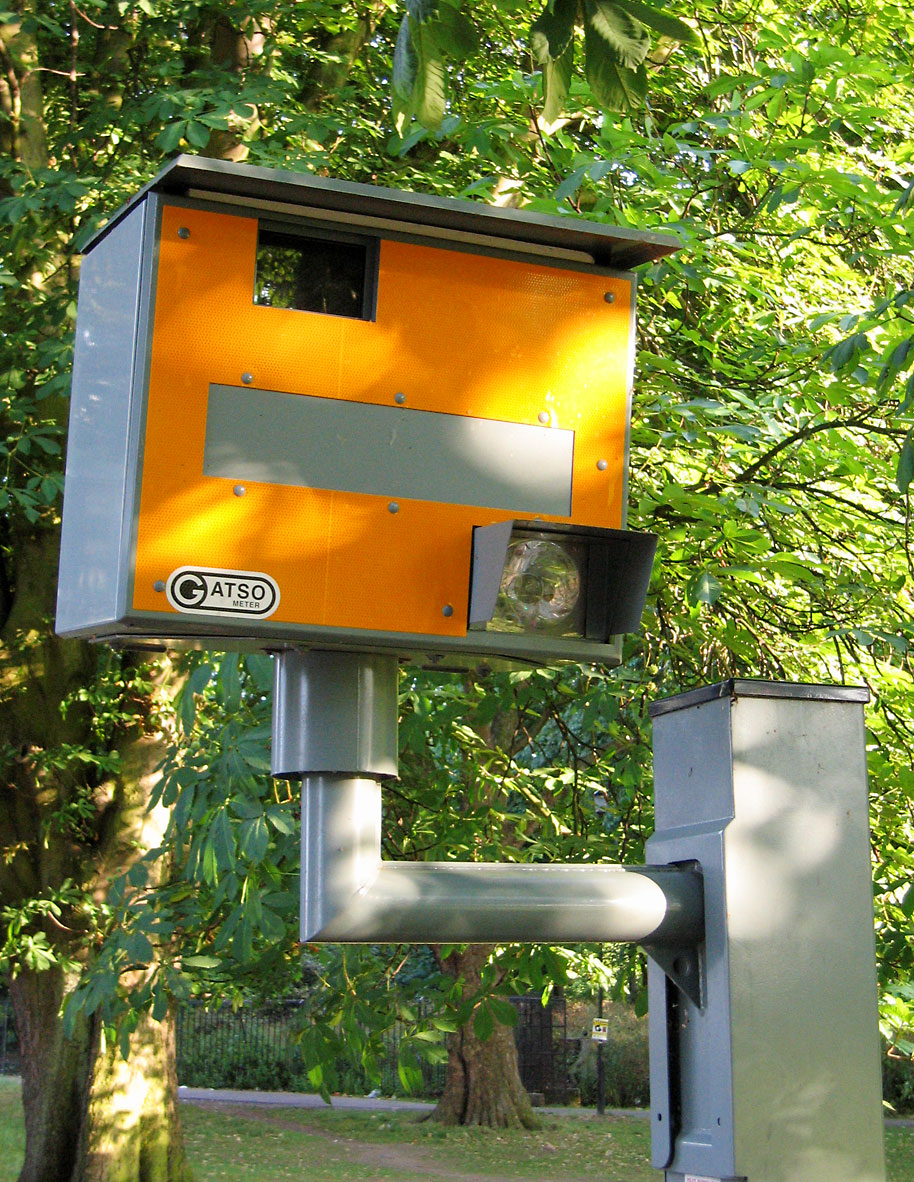
Câmera de fiscalização de velocidade